# Mazi Tower (Tel Awiw)
Mazi Tower (hebr. מגדל מזי, Migdal Mifkedet Zro'ot HaYabasha) – biurowiec w osiedlu Ha-Kirja we wschodniej części miasta Tel Awiw, w Izraelu.

## Historia
Biurowiec wybudowano w 2007 na terenie bazy wojskowej Ha-Kirja. Zastąpił on stary 8-piętrowy biurowiec (Budynek 22), który od 1954 mieścił dowództwo Sił Obronnych Izraela.

## Dane techniczne
Budynek ma 15 kondygnacji i wysokość 55 metrów.
Wieżowiec wybudowano w stylu postmodernistycznym. Wzniesiono go z betonu. Elewacja jest wykonana w kolorach białym i jasnoszarym.
W budynku znajduje się główne dowództwo sił lądowych Sił Obronnych Izraela.